# Calum Angus
Calum James Angus (Greenwich, 15 aprile 1985) è un ex calciatore inglese, di ruolo difensore.

## Caratteristiche tecniche
Era un difensore centrale.

## Carriera
Dopo aver giocato nelle giovanili del Portsmouth, nel 2005, quando il club decide di non rinnovargli il contratto, rifiuta offerte di contratti professionistici dell'Exeter City e degli scozzesi del Gretna e va a frequentare la Saint Louis University negli Stati Uniti, dove tra il 2005 ed il 2008, gioca nel campionato NCAA; parallelamente, tra il 2007 ed il 2008 gioca anche alcune partite nella USL League Two (corrispondente al quarto livello del calcio statunitense) con i St. Louis Lions. Nel 2009, dopo non essere stato selezionato al Draft MLS, va a giocare con i Wilmington Hammerheads, club militante in United Soccer Leagues Second Division (corrispondente alla terza divisione statunitense): dopo aver messo a segno una rete in 4 presenze torna però in Europa, agli svedesi del GAIS, con cui nel 2009 gioca 16 partite e mette a segno 3 reti nella prima divisione locale. L'anno seguente gioca solamente 3 partite (anche a causa di un infortunio), mentre nel 2011 torna ad essere impiegato con maggiore regolarità, disputando 23 presenze e mettendo a segno 2 reti; nel 2012 totalizza 19 presenze ed una rete, e rimane in squadra anche l'anno seguente, trascorso però in Superettan (la seconda divisione svedese), campionato in cui gioca 11 partite.
Il 7 agosto 2013 lascia il GAIS per trasferirsi in India al Pune, club della prima divisione locale, con cui nel corso della stagione 2013-2014 totalizza 21 presenze e 2 reti nella I-League; con il Pune gioca inoltre una partita nei turni preliminari di AFC Champions League e 5 partite (nel corso delle quali mette anche a segno una rete) in Coppa dell'AFC. A fine stagione si trasferisce al Dempo, un altro club di I-League, con cui nella stagione 2014-2015 totalizza 13 presenze ed una rete in campionato; rimane nel club anche nella stagione 2015-2016, nella quale vince la I-League 2nd Division (seconda divisione indiana). Nel 2016 si accasa poi all'East Bengal, con cui nel 2016 mette a segno una rete in 9 presenze nel campionato regionale di Calcutta (che vince), salvo poi vedersi rescindere il contratto prima dell'inizio dell'I-League. Terminato questo contratto si ritira dal calcio e si trasferisce in Canada.

## Palmarès

### Club

#### Competizioni nazionali
- I-League 2nd Division: 1

Dempo: 2015-2016

#### Competizioni regionali
- Calcutta Football League: 1

East Bengal: 2016